# Dellon Torres
Dellon Darren Torres (ur. 14 czerwca 1994 w Mango Creek) – belizeński piłkarz występujący na pozycji pomocnika, reprezentant kraju.
Piłkarzami są również jego bracia Luis Torres i Zerrick Torres oraz kuzyn Ashley Torres.

## Kariera klubowa
Torres rozpoczynał swoją karierę w zespole Placencia Assassins FC. W sezonie 2011 wygrał z nią rozgrywki Super League of Belize, alternatywnej, ogólnokrajowej ligi nieadministrowanej przez Belizeński Związek Piłki Nożnej (FFB). Bezpośrednio po tym Assassins dołączyli do organizowanej przez FFB ligi Premier League of Belize. Tam Torres wywalczył wraz z zespołem mistrzostwo Belize (2012) oraz wicemistrzostwo Belize (2015/2016 Closing). Był uznawany za wieloletni „motor napędowy” Assassins, ze względu na wizję gry, kontrolę nad piłką i zaangażowanie, lecz jego rozwój był w dużym stopniu blokowany przez kontuzje.
We wrześniu 2014 Torres w barwach ekipy Sagitun FC triumfował w nieoficjalnym turnieju FFB President’s Cup, zostając wybranym najlepszym pomocnikiem i najlepszym piłkarzem fazy play-off rozgrywek. W 2018 roku został zawodnikiem Altitude FC, któremu Placencia Assassins użyczył swojej licencji na grę w lidze belizeńskiej. Pełnił tam rolę kapitana drużyny.

## Kariera reprezentacyjna
W marcu 2013 Torres został powołany do reprezentacji Belize U-20 na Igrzyska Ameryki Środkowej w San José. Rozegrał tam wszystkie trzy spotkania (lecz tylko jedno w wyjściowym składzie), a jego drużyna odpadła z męskiego turnieju piłkarskiego w fazie grupowej.
Po raz pierwszy Torres znalazł się w składzie seniorskiej reprezentacji Belize w październiku 2012 na obóz przygotowawczy. W styczniu 2013 został powołany przez selekcjonera Leroya Sherriera Lewisa na turniej Copa Centroamericana. Tam 22 stycznia w wygranym 2:1 meczu fazy grupowej z Nikaraguą zadebiutował w drużynie narodowej. Ogółem zagrał w dwóch meczach (obydwóch po wejściu z ławki). Belizeńczycy zajęli natomiast czwarte miejsce i odnieśli historyczny sukces, po raz pierwszy w historii kwalifikując się na Złoty Puchar CONCACAF.
W sierpniu 2014 Torres ponownie został powołany przez Leroya Sherriera Lewisa na Copa Centroamericana. Ponownie był wyłącznie rezerwowym i zanotował jeden występ z ławki rezerwowych, a jego drużyna odpadła z turnieju w fazie grupowej. W styczniu 2017 znalazł się w ogłoszonym przez Ryszarda Orłowskiego składzie na trzeci z rzędu Copa Centroamericana. Tam zagrał w dwóch z pięciu możliwych spotkań (w obydwóch w wyjściowej jedenastce). Belizeńczycy zajęli natomiast ostatnie, szóste miejsce w rozgrywkach.